# Skra Bełchatów w europejskich pucharach

## Puchar CEV w piłce siatkowej mężczyzn (2002/2003)
| Data       | Miejsce   | Przeciwnik           | Wynik                                   | Runda               |
| ---------- | --------- | -------------------- | --------------------------------------- | ------------------- |
| 02.11.2002 | Åmli      | Dristug Åmli         | 3:2 (25:22, 25:18, 22:25, 22:25, 15:9)  | Faza kwalifikacyjna |
| 09.11.2002 | Bełchatów | Dristug Åmli         | 3:0 (25:12, 25:13, 25:14)               | Faza kwalifikacyjna |
| 06.12.2002 | Rovaniemi | Team Valla Linköping | 3:0 (25:22, 25:11, 25:23)               | Faza grupowa        |
| 07.12.2002 | Rovaniemi | Sylvester Tallinn    | 3:0 (25:20, 27:25, 25:18)               | Faza grupowa        |
| 08.12.2002 | Rovaniemi | Perungan Pojat       | 2:3 (17:25, 19:25, 25:14, 25:18, 13:15) | Faza grupowa        |

## Puchar CEV w piłce siatkowej mężczyzn (2003/2004)
| Data       | Miejsce       | Przeciwnik              | Wynik                            | Runda        |
| ---------- | ------------- | ----------------------- | -------------------------------- | ------------ |
| 07.11.2003 | Bełchatów     | Vingåkers VK            | 3:0 (25:10, 25:21, 25:15)        | Faza grupowa |
| 08.11.2003 | Bełchatów     | BK Tromsø               | 3:0 (25:10, 25:19, 25:17)        | Faza grupowa |
| 09.11.2003 | Bełchatów     | Chance Odolena Voda     | 3:1 (25:22, 23:25, 25:23, 26:24) | Faza grupowa |
| 10.12.2003 | Jekaterynburg | Lokomotiw Jekaterynburg | 0:3 (19:25, 22:25, 19:25)        | 1/8 finału   |
| 17.12.2003 | Bełchatów     | Lokomotiw Jekaterynburg | 1:3 (23:25, 16:25, 30:28, 9:25)  | 1/8 finału   |

## Puchar CEV w piłce siatkowej mężczyzn (2004/2005)
| Data       | Miejsce   | Przeciwnik                  | Wynik                            | Runda               |
| ---------- | --------- | --------------------------- | -------------------------------- | ------------------- |
| 16.10.2004 | Sofia     | Sławia Sofia                | 3:1 (20:25, 25:17, 25:20, 26:24) | Faza kwalifikacyjna |
| 23.10.2004 | Bełchatów | Sławia Sofia                | 3:0 (25:22, 25:23, 25:19)        | Faza kwalifikacyjna |
| 12.11.2004 | Odincowo  | Szachtospiecstroj Soligorsk | 3:0 (25:20, 25:17, 25;18)        | Faza grupowa        |
| 13.11.2004 | Odincowo  | VCM LPS Piatra Neamț        | 3:0 (25:22, 25:16, 25:13)        | Faza grupowa        |
| 14.11.2004 | Odincowo  | Iskra Odincowo              | 1:3 (23:25, 20:25, 25:22, 20:25) | Faza grupowa        |

## Liga Mistrzów w piłce siatkowej (2005/2006)
| Data       | Miejsce   | Przeciwnik          | Wynik                                   | Runda        |
| ---------- | --------- | ------------------- | --------------------------------------- | ------------ |
| 26.10.2005 | Bełchatów | Lokomotiw Biełgorod | 3:1 (25:20, 16:25, 25:20, 25:23)        | Faza grupowa |
| 02.11.2005 | Sofia     | Lewski Sofia        | 3:1 (23:25, 25:23, 25:17, 25:23)        | Faza grupowa |
| 09.11.2005 | Bełchatów | Budućnost Podgorica | 3:1 (25:22, 25:21, 26:28, 25:19)        | Faza grupowa |
| 07.10.2005 | Perugia   | RPA Perugia         | 2:3 (22:25, 19:25, 25:23, 25:18, 13:15) | Faza grupowa |
| 14.10.2005 | Bełchatów | RPA Perugia         | 1:3 (24:26, 29:27, 21:25, 22:25)        | Faza grupowa |
| 21.10.2005 | Podgorica | Budućnost Podgorica | 3:0 (26;24, 25:21 25:19)                | Faza grupowa |
| 04.01.2006 | Bełchatów | Lewski Sofia        | 3:1 (25:14, 25:20, 16:25, 29:27)        | Faza grupowa |
| 11.01.2006 | Biełgorod | Lokomotiw Biełgorod | 1:3 (26:28, 25:16, 23:25, 23:25)        | Faza grupowa |
| 08.02.2006 | Bełchatów | Noliko Maaseik      | 3:1 (25:16, 25:19, 24:26, 25:22)        | 1/12 finału  |
| 15.02.2006 | Maaseik   | Noliko Maaseik      | 3:2 (25:21, 23:25, 25:20, 22:25, 15:13) | 1/12 finału  |
| 01.03.2006 | Saloniki  | Iraklis Saloniki    | 0:3 (22:25, 19:25, 17:25)               | 1/6 finału   |
| 08.03.2006 | Bełchatów | Iraklis Saloniki    | 2:3 (25:22, 26:24, 22:25, 22:25, 10:15) | 1/6 finału   |

## Liga Mistrzów w piłce siatkowej (2006/2007)
| Data       | Miejsce           | Przeciwnik               | Wynik                                   | Runda        |
| ---------- | ----------------- | ------------------------ | --------------------------------------- | ------------ |
| 27.09.2006 | Bełchatów         | Olympiakos SFP           | 3:2 (24:26, 25:15, 26:28, 25:19, 16:14) | Faza grupowa |
| 04.10.2006 | Roeselare         | Knack Randstad Roeselare | 1:3 (25:23, 22:25, 28:30, 20:25)        | Faza grupowa |
| 11.10.2006 | Bełchatów         | Lewski Siconco Sofia     | 3:1 (25:16, 25:18, 23:25, 25:21)        | Faza grupowa |
| 12.12.2006 | Macerata          | Lube Banca Macerata      | 3:1 (20:25, 29:27, 26:24, 25:22)        | Faza grupowa |
| 20.12.2006 | Bełchatów         | HotVolleys Wiedeń        | 3:2 (20:25, 25:20, 28:30, 25:19, 15:11) | Faza grupowa |
| 03.01.2007 | Wiedeń            | HotVolleys Wiedeń        | 3:2 (22:25, 25:18, 25:15, 26:24, 15:7)  | Faza grupowa |
| 10.01.2007 | Bełchatów         | Lube Banca Macerata      | 0:3 (16:25, 32:34, 19:25)               | Faza grupowa |
| 18.01.2007 | Sofia             | Lewski Siconco Sofia     | 1:3 (27:25, 18:25, 24:26, 24:26)        | Faza grupowa |
| 24.01.2007 | Bełchatów         | Knack Randstad Roeselare | 2:3 (25:23, 17:25, 26:24, 20:25, 12:15) | Faza grupowa |
| 31.01.2007 | Olympiakos SFP    | Olympiakos SFP           | 3:0 (25:21, 26:24, 25:23)               | Faza grupowa |
| 15.02.2007 | Palma de Mallorca | Drac Palma CV Pórtol     | 3:2 (21:25, 25:21, 20:25, 25:22, 9:15)  | 1/12 finału  |
| 22.02.2007 | Bełchatów         | Drac Palma CV Pórtol     | 2:3 (18:25, 25:19, 31:29, 18:25, 17:15) | 1/12 finału  |

## Liga Mistrzów w piłce siatkowej (2007/2008)
| Data       | Miejsce   | Przeciwnik            | Wynik                                   | Runda             |
| ---------- | --------- | --------------------- | --------------------------------------- | ----------------- |
| 18.10.2007 | Bełchatów | Budućnost Podgorica   | 3:1 (20:25, 25:21, 25:17, 25:20)        | Faza grupowa      |
| 24.10.2007 | Ateny     | Panathinaikos VC      | 0:3 (20:25, 25:27, 16:25)               | Faza grupowa      |
| 12.12.2007 | Bełchatów | OK Vojvodina Nowy Sad | 3:0 (25:19, 25:15, 25:16)               | Faza grupowa      |
| 20.12.2007 | Nowy Sad  | OK Vojvodina Nowy Sad | 3:1 (22:25, 25:17, 25:10, 25:16)        | Faza grupowa      |
| 23.01.2008 | Bełchatów | Panathinaikos VC      | 2:3 (21:25, 20:25, 25:17, 25:20, 11:15) | Faza grupowa      |
| 30.01.2008 | Podgorica | Budućnost Podgorica   | 3:2 (25:20, 25:21, 23:25, 22:25, 15:10) | Faza grupowa      |
| 29.03.2008 | Łódź      | Zienit Kazań          | 2:3 (21:25, 16:25, 25:18, 25:20, 12:15) | półfinał          |
| 30.03.2008 | Łódź      | Sisley Volley         | 3:2 (25:22, 25:21, 23:25, 18:25, 15:13) | mecz o 3. miejsce |

## Liga Mistrzów w piłce siatkowej (2008/2009)
| Data       | Miejsce         | Przeciwnik          | Wynik                                   | Runda        |
| ---------- | --------------- | ------------------- | --------------------------------------- | ------------ |
| 04.11.2008 | Bełchatów       | VfB Friedrichshafen | 0:3 (22:25, 22:25, 18:25)               | Faza grupowa |
| 13.11.2008 | Ateny           | Panathinaikos VC    | 3:0 (25:16, 29:27, 25:21)               | Faza grupowa |
| 10.12.2008 | Bełchatów       | Iskra Odincowo      | 3:0 (25:22, 25:22, 25:17)               | Faza grupowa |
| 17.12.2008 | Odincowo        | Iskra Odincowo      | 0:3 (14:25, 22:25, 20:25)               | Faza grupowa |
| 13.01.2009 | Bełchatów       | Panathinaikos VC    | 3:1 (25:21, 25:23, 17:25, 25:17)        | Faza grupowa |
| 21.01.2009 | Friedrichshafen | VfB Friedrichshafen | 0:3 (22:25, 20:25, 18:25)               | Faza grupowa |
| 11.02.2009 | Moskwa          | Dinamo Moskwa       | 2:3 (21:25, 25;22, 23:25, 30;28, 13:15) | 1/8 finału   |
| 18.02.2009 | Bełchatów       | Dinamo Moskwa       | 3:1 (18:25, 25:21, 25:21, 25:19)        | 1/8 finału   |
| 03.03.2009 | Bełchatów       | Iskra Odincowo      | 3:2 (25:27, 25:15, 25:23, 23:25, 17:15) | Ćwierćfinały |
| 12.03.2009 | Odincowo        | Iskra Odincowo      | 0:3 (20:25, 18:25, 16:25)               | Ćwierćfinały |

## Liga Mistrzów w piłce siatkowej (2009/2010)
| Data       | Miejsce    | Przeciwnik               | Wynik                                   | Runda             |
| ---------- | ---------- | ------------------------ | --------------------------------------- | ----------------- |
| 02.12.2009 | Teruel     | Club Voleibol Teruel     | 2:3 (25:20, 25:22, 16:25, 22:25, 12:15) | Faza grupowa      |
| 09.12.2009 | Bełchatów  | OK Radnički Kragujevac   | 3:0 (25:20, 25:21, 25:21)               | Faza grupowa      |
| 16.12.2009 | Bełchatów  | Knack Randstad Roeselare | 3:0 (25:21, 25:22, 34:32)               | Faza grupowa      |
| 06.01.2010 | Roeselare  | Knack Randstad Roeselare | 3:2 (22:25, 19:25, 25:13, 25:13, 15:13) | Faza grupowa      |
| 13.01.2010 | Kragujevac | OK Radnički Kragujevac   | 3:0 (25:23, 30:28, 25:23)               | Faza grupowa      |
| 20.01.2010 | Bełchatów  | Club Voleibol Teruel     | 3:0 (26:24, 25:20, 29:27)               | Faza grupowa      |
| 01.05.2010 | Łódź       | Dinamo Moskwa            | 1:3 (25:23, 19:25, 21:25, 17:25)        | Półfinały         |
| 02.05.2010 | Łódź       | ACH Volley Lublana       | 3:1 (25:16, 22:25, 31:29, 25:20)        | mecz o 3. miejsce |

## Liga Mistrzów w piłce siatkowej (2010/2011)
| Data       | Miejsce         | Przeciwnik               | Wynik                                     | Runda        |
| ---------- | --------------- | ------------------------ | ----------------------------------------- | ------------ |
| 17.11.2010 | Zalău           | Remat Zalău              | 3:0 (25:23, 25:21, 25:18)                 | Faza grupowa |
| 24.11.2010 | Łódź            | Trentino Volley          | 3:0 (31:29, 25:18, 25:22)                 | Faza grupowa |
| 08.12.2010 | Łódź            | VfB Friedrichshafen      | 3:0 (25:22, 25:21, 25:21)                 | Faza grupowa |
| 12.12.2010 | Friedrichshafen | VfB Friedrichshafen      | 3:0 (25:20, 25:19, 25:18)                 | Faza grupowa |
| 05.01.2011 | Trydent         | Trentino Volley          | 1:3 (23:25, 23:25, 25:21, 16:25)          | Faza grupowa |
| 12.01.2011 | Łódź            | Remat Zalău              | 3:0 (25:19, 25:14, 25:22)                 | Faza grupowa |
| 02.02.2011 | Roeselare       | Knack Randstad Roeselare | 1:3 (24:26, 25:23, 23:25, 21:25)          | 1/12 finału  |
| 09.02.2011 | Łódź            | Knack Randstad Roeselare | 3:0 (25:21, 25:17, 25:15, (15:12))        | 1/12 finału  |
| 02.03.2011 | Łódź            | Zienit Kazań             | 2:3 (25:17, 27:29, 25:21, 17:25, 8:15)    | 1/6 finału   |
| 09.03.2011 | Kazań           | Zienit Kazań             | 3:1 (25:22, 17:25, 25:23, 25:19, (11:15)) | 1/6 finału   |

## Liga Mistrzów w piłce siatkowej (2011/2012)
| Data       | Miejsce | Przeciwnik               | Wynik                                   | Runda        |
| ---------- | ------- | ------------------------ | --------------------------------------- | ------------ |
| 20.10.2011 | Budva   | Budvanska Rivijera Budva | 3:0 (25:21, 25:17, 25:22)               | Faza grupowa |
| 26.10.2011 | Łódź    | Tours VB                 | 3:1 (25:22, 25:21, 19:25, 25:22)        | Faza grupowa |
| 14.12.2011 | Łódź    | ACH Volley Lublana       | 3:2 (23:25, 28:30, 25:21, 25:18, 15:12) | Faza grupowa |
| 20.12.2011 | Lublana | ACH Volley Lublana       | 3:0 (34:32, 25:18, 25:21)               | Faza grupowa |
| 12.01.2012 | Tours   | Tours VB                 | 0:3 (22:25, 21:25, 24:26)               | Faza grupowa |
| 18.01.2012 | Łódź    | Budvanska Rivijera Budva | 3:0 (25:16, 25:15, 25:17)               | Faza grupowa |
| 17.03.2012 | Łódź    | Arkas Spor Izmir         | 3:0 (25:23, 25:21, 28:26)               | Półfinały    |
| 18.03.2012 | Łódź    | Zienit Kazań             | 2:3 (15:25, 25:16, 25:22, 24:26, 15:17) | Finał        |

## Liga Mistrzów w piłce siatkowej (2012/2013)
| Data       | Miejsce   | Przeciwnik       | Wynik                                            | Runda        |
| ---------- | --------- | ---------------- | ------------------------------------------------ | ------------ |
| 24.10.2012 | Bełchatów | Fenerbahçe SK    | 3:0 (25:21, 25:14, 27:25)                        | Faza grupowa |
| 01.11.2012 | Konstanca | Tomis Konstanca  | 3:0 (25:20, 25:19, 25:20)                        | Faza grupowa |
| 14.11.2012 | Łódź      | Dinamo Moskwa    | 3:1 (25:21, 25:16, 19:25, 25:18)                 | Faza grupowa |
| 22.11.2012 | Moskwa    | Dinamo Moskwa    | 3:1 (25:16, 22:25, 27:25, 25:21)                 | Faza grupowa |
| 05.12.2012 | Bełchatów | Tomis Konstanca  | 3:0 (25:23, 25:21, 25:11)                        | Faza grupowa |
| 12.12.2012 | Stambuł   | Fenerbahçe SK    | 3:1 (26:28, 25:17, 25:17, 25:17)                 | Faza grupowa |
| 15.01.2013 | Izmir     | Arkas Spor Izmir | 3:1 (25:22, 23:25, 25:20, 15:13)                 | 1/12 finału  |
| 23.01.2013 | Łódź      | Arkas Spor Izmir | 2:3 (25:14, 21:25, 25:22, 18:25, 18:20, (12:15)) | 1/12 finału  |

## Puchar CEV w piłce siatkowej mężczyzn (2013/2014)
| Data       | Miejsce         | Przeciwnik                | Wynik                                   | Runda           |
| ---------- | --------------- | ------------------------- | --------------------------------------- | --------------- |
| 24.10.2013 | Bełchatów       | Ethnikos Aleksandropolis  | 3:1 (23:25, 25:18, 25:18, 25:17)        | 1/16 finału     |
| 30.10.2013 | Aleksandropolis | Ethnikos Aleksandropolis  | 3:0 (25:21, 25:15, 25:23)               | 1/16 finału     |
| 05.12.2013 | Bełchatów       | Volley Amriswil           | 3:0 (25:23, 25:14, 25:21)               | 1/8 finału      |
| 10.12.2013 | Amriswil        | Volley Amriswil           | 3:0 (25:13, 25:16, 25:18)               | 1/8 finału      |
| 16.01.2014 | Unterhaching    | Generali Haching          | 3:0 (29:27, 31:29, 25:17)               | 1/4 finału      |
| 23.01.2014 | Bełchatów       | Generali Haching          | 3:2 (25:21, 25:19, 22:25, 22:25, 28:26) | 1/4 finału      |
| 05.02.2014 | Friedrichshafen | VfB Friedrichshafen       | 3:2 (17:25, 25:21, 17:25, 25:18, 15:10) | Runda Challenge |
| 12.02.2014 | Bełchatów       | VfB Friedrichshafen       | 3:1 (24:26, 26:24, 25:17, 25:23)        | Runda Challenge |
| 26.02.2014 | Niżny Nowogród  | Gubiernija Niżny Nowogród | 2:3 (19:25, 21:25, 25:22, 25:22, 13:15) | Półfinały       |
| 02.03.2014 | Bełchatów       | Gubiernija Niżny Nowogród | 2:3 (25:21, 19:25, 23:25, 25:18, 14:16) | Półfinały       |

## Liga Mistrzów w piłce siatkowej (2014/2015)
| Data       | Miejsce              | Przeciwnik                     | Wynik                                   | Runda             |
| ---------- | -------------------- | ------------------------------ | --------------------------------------- | ----------------- |
| 05.11.2014 | Czeskie Budziejowice | Jihostroj Czeskie Budziejowice | 3:1 (25:20, 22:25, 25:17, 25:19)        | Faza grupowa      |
| 19.11.2014 | Bełchatów            | Top Volley Precura Antwerpen   | 3:0 (25:17, 25:18, 25:17)               | Faza grupowa      |
| 02.12.2014 | Innsbruck            | Hypo Tirol Innsbruck           | 3:0 (25:21, 29:27, 26:24)               | Faza grupowa      |
| 17.12.2014 | Bełchatów            | Hypo Tirol Innsbruck           | 3:0 (25:22, 25:23, 25:23)               | Faza grupowa      |
| 21.01.2015 | Antwerpen            | Top Volley Precura Antwerpen   | 3:1 (22:25, 25:14, 25:20, 25:19)        | Faza grupowa      |
| 27.01.2015 | Bełchatów            | Jihostroj Czeskie Budziejowice | 3:0 (25:17, 25:13, 26:24)               | Faza grupowa      |
| 11.02.2015 | Macerata             | Lube Banca Marche Macerata     | 3:0 (25:22, 25:19, 25:13)               | 1/12 finału       |
| 19.02.2015 | Łódź                 | Lube Banca Marche Macerata     | 3:1 (26:24, 19:25, 25:22, 25:21)        | 1/12 finału       |
| 04.03.2015 | Perugia              | Sir Safety Perugia             | 2:3 (17:25, 25:20, 23:25, 25:23, 14:16) | 1/6 finału        |
| 11.03.2015 | Łódź                 | Sir Safety Perugia             | 3:1 (16:25, 25:22, 25:23, 25:18)        | 1/6 finału        |
| 28.03.2015 | Berlin               | Asseco Resovia Rzeszów         | 0:3 (23:25, 23:25, 23:25)               | Półfinał          |
| 29.03.2015 | Berlin               | Berlin Recycling Volleys       | 2:3 (21:25, 25:19, 20:25, 28:26, 21:23) | Mecz o 3. miejsce |

## Liga Mistrzów w piłce siatkowej (2015/2016)
| Data       | Miejsce   | Przeciwnik                 | Wynik                                   | Runda        |
| ---------- | --------- | -------------------------- | --------------------------------------- | ------------ |
| 05.11.2015 | Liberec   | Dukla Liberec              | 3:0 (25:16, 25:22, 25:19)               | Faza grupowa |
| 18.11.2015 | Łódź      | Lube Banca Marche Macerata | 1:3 (28:30, 25:18, 21:25, 20:25)        | Faza grupowa |
| 01.12.2015 | Łódź      | Knack Roeselare            | 3:0 (25:23, 26:24, 25:18)               | Faza grupowa |
| 15.12.2015 | Roeselare | Knack Roeselare            | 3:1 (25:19, 15:25, 21:25, 25:14)        | Faza grupowa |
| 20.01.2016 | Macerata  | Lube Banca Marche Macerata | 0:3 (16:25, 31:33, 16:25)               | Faza grupowa |
| 26.01.2016 | Bełchatów | Dukla Liberec              | 3:0 (25:18, 25:17, 25:19)               | Faza grupowa |
| 17.02.2016 | Łódź      | Ziraat Bankası Ankara      | 3:1 (25:19, 25:27, 25:20, 27:25)        | 1/12 finału  |
| 02.03.2016 | Ankara    | Ziraat Bankası Ankara      | 2:3 (25:20, 25:13, 26:28, 26:28, 10:15) | 1/12 finału  |
| 16.03.2016 | Kazań     | Zenit Kazań                | 3:2 (23:25, 21:25, 25:23, 27:25, 18:16) | 1/6 finału   |
| 24.03.2016 | Łódź      | Zenit Kazań                | 0:3 (19:25, 23:25, 19:25)               | 1/6 finału   |

## Liga Mistrzów w piłce siatkowej (2016/2017)
| Data       | Miejsce   | Przeciwnik                 | Wynik                                   | Runda             |
| ---------- | --------- | -------------------------- | --------------------------------------- | ----------------- |
| 16.11.2016 | Saloniki  | PAOK                       | 3:0 (25:22, 25:17, 25:20)               | II - Kwalifikacje |
| 20.11.2016 | Bełchatów | PAOK                       | 3:1 (25:14, 21:25, 25:15, 25:17)        | II - Kwalifikacje |
| 06.12.2016 | Krajowa   | SCMU Craiova               | 1:3 (28:30, 23:25, 25:19, 22:25)        | Faza grupowa      |
| 20.12.2016 | Łódź      | Azimut Modena              | 1:3 (22:25, 25:21, 17:25, 22:25)        | Faza grupowa      |
| 19.01.2017 | Lublana   | ACH Volley Lublana         | 3:1 (25:19, 25:21, 18:25, 25:15)        | Faza grupowa      |
| 01.02.2017 | Bełchatów | ACH Volley Lublana         | 3:1 (25:17, 25:23, 20:25, 25:17)        | Faza grupowa      |
| 14.02.2017 | Modena    | Azimut Modena              | 1:3 (16:25, 25:21, 22:25, 22:25)        | Faza grupowa      |
| 01.03.2017 | Bełchatów | SCMU Craiova               | 3:0 (26:24, 25:18, 25:14)               | Faza grupowa      |
| 15.03.2017 | Łódź      | Lube Banca Marche Macerata | 1:3 (21:25, 25:21, 23:25, 21:25)        | 1/12 finału       |
| 22.03.2017 | Macerata  | Lube Banca Marche Macerata | 3:2 (24:26, 16:25, 28:26, 25:15, 15:13) | 1/12 finału       |

## Liga Mistrzów w piłce siatkowej (2017/2018)
| Data       | Miejsce     | Przeciwnik             | Wynik                                   | Runda        |
| ---------- | ----------- | ---------------------- | --------------------------------------- | ------------ |
| 06.12.2017 | Bełchatów   | Chaumont VB 52         | 1:3 (25:19, 18:25, 19:25, 27:29)        | Faza grupowa |
| 20.12.2017 | Nowosybirsk | Lokomotiw Nowosybirsk  | 0:3 (18:25, 18:25, 19:25)               | Faza grupowa |
| 17.01.2018 | Moskwa      | Dinamo Moskwa          | 3:2 (25:15, 23:25, 25:20, 23:25, 15:12) | Faza grupowa |
| 31.01.2018 | Łódź        | Dinamo Moskwa          | 3:1 (25:23, 22:25, 25:22, 25:13)        | Faza grupowa |
| 13.02.2018 | Bełchatów   | Lokomotiw Nowosybirsk  | 3:0 (25:19, 25:15, 25:19)               | Faza grupowa |
| 28.02.2018 | Chaumont    | Chaumont VB 52         | 2:3 (22:25, 19:25, 25:20, 25:22, 14:16) | Faza grupowa |
| 14.03.2018 | Łódź        | Cucine Lube Civitanova | 2:3 (27:25, 28:26, 13:25, 22:25, 10:15) | 1/12 finału  |
| 22.03.2018 | Macerata    | Cucine Lube Civitanova | 0:3 (17:25, 18:25, 21:25)               | 1/12 finału  |

## Liga Mistrzów w piłce siatkowej (2018/2019)
| Data       | Miejsce           | Przeciwnik               | Wynik                                     | Runda        |
| ---------- | ----------------- | ------------------------ | ----------------------------------------- | ------------ |
| 20.11.2018 | Bełchatów         | Trefl Gdańsk             | 3:1 (21:25, 35:33, 25:19, 26:24)          | Faza grupowa |
| 18.12.2018 | Maaseik           | Greenyard Maaseik        | 0:3 (21:25, 22:25, 27:29)                 | Faza grupowa |
| 16.01.2019 | Berlin            | Berlin Recycling Volleys | 3:0 (25:21, 25:22, 25:23)                 | Faza grupowa |
| 30.01.2019 | Bełchatów         | Greenyard Maaseik        | 2:3 (16:25, 29:27, 25:16, 21:25, 12:15)   | Faza grupowa |
| 14.02.2019 | Gdańsk            | Trefl Gdańsk             | 2:3 (22:25, 26:28, 25:21, 25:18, 14:16)   | Faza grupowa |
| 27.02.2019 | Bełchatów         | Berlin Recycling Volleys | 3:0 (27:25, 25:23, 31:29)                 | Faza grupowa |
| 14.03.2019 | Bełchatów         | Zenit Petersburg         | 3:1 (25:18, 13:25, 25:22, 25:18)          | Ćwierćfinał  |
| 20.03.2019 | Petersburg        | Zenit Petersburg         | 1:3 (22:25, 25:21, 20:25, 20:25, (15:11)) | Ćwierćfinał  |
| 03.04.2019 | Łódź              | Cucine Lube Civitanova   | 0:3 (14:25, 20:25, 23:25)                 | Półfinał     |
| 10.04.2019 | Civitanova Marche | Cucine Lube Civitanova   | 0:3 (15:25, 20:25, 25:27)                 | Półfinał     |

## Liga Mistrzów w piłce siatkowej (2020/2021)
| Data       | Miejsce          | Przeciwnik                         | Wynik                                   | Runda        |
| ---------- | ---------------- | ---------------------------------- | --------------------------------------- | ------------ |
| 08.12.2020 | Kędzierzyn-Koźle | Grupa Azoty ZAKSA Kędzierzyn-Koźle | 0:3 (21:25, 19:25, 19:25)               | Faza grupowa |
| 09.12.2020 | Kędzierzyn-Koźle | Lindemans Aalst                    | 3:0 (25:16, 25:17, 25:16)               | Faza grupowa |
| 10.12.2020 | Kędzierzyn-Koźle | Fenerbahçe HDI Sigorta             | 3:1 (25:18, 25:21, 23:25, 25:21)        | Faza grupowa |
| 26.01.2021 | Bełchatów        | Grupa Azoty ZAKSA Kędzierzyn-Koźle | 2:3 (23:25, 25:21, 20:25, 25:19, 10:15) | Faza grupowa |
| 27.01.2021 | Bełchatów        | Lindemans Aalst                    | 3:1 (17:25, 25:20, 25:18, 25:20)        | Faza grupowa |
| 28.01.2021 | Bełchatów        | Fenerbahçe HDI Sigorta             | 3:1 (22:25, 25:20, 25:18, 25:20)        | Faza grupowa |
| 23.02.2021 | Bełchatów        | Zenit Kazań                        | 1:3 (23:25, 25:19, 23:25, 19:25)        | Ćwierćfinał  |
| 04.03.2021 | Kazań            | Zenit Kazań                        | 2:3 (25:22, 19:25, 17:25, 25:13, 12:15) | Ćwierćfinał  |

## Puchar CEV w piłce siatkowej mężczyzn (2021/2022)
| Data       | Miejsce   | Przeciwnik              | Wynik                                   | Runda                |
| ---------- | --------- | ----------------------- | --------------------------------------- | -------------------- |
| 16.11.2021 | Bełchatów | OK Mladost Brčko        | 3:0 (25:17, 25:23, 25:14)               | Runda kwalifikacyjna |
| 18.11.2021 | Bełchatów | OK Mladost Brčko        | 3:0 (25:20, 25:8, 25:14)                | Runda kwalifikacyjna |
| 01.12.2021 | Bełchatów | VK Dukla Liberec        | 3:0 (25:15, 25:20, 25:21)               | 1/16 finału          |
| 09.12.2021 | Liberec   | VK Dukla Liberec        | 3:1 (25:20, 25:17, 23:25, 25:23)        | 1/16 finału          |
| 11.01.2022 | Burgas    | Neftochimik 2010 Burgas | 3:2 (25:22, 24:26, 26:24, 21:25, 15:12) | 1/8 finału           |
| 18.01.2022 | Bełchatów | Neftochimik 2010 Burgas | 3:1 (25:10, 24:26, 25:15, 25:14)        | 1/8 finału           |
| 01.02.2022 | Bełchatów | CS Arcada Galați        | 3:2 (25:21, 26:24, 19:25, 21:25, 15:13) | Ćwierćfinał          |
| 08.02.2022 | Gałacz    | CS Arcada Galați        | 3:1 (25:21, 19:25, 25:19, 25:23)        | Ćwierćfinał          |
| 24.02.2022 | Bełchatów | Tours VB                | 3:2 (24:26, 25:22, 25:20, 22:25, 15:13) | Półfinał             |
| 02.03.2022 | Tours     | Tours VB                | 1:3 (21:25, 20:25, 25:21, 20:25)        | Półfinał             |

## Puchar CEV w piłce siatkowej mężczyzn (2022/2023)
| Data       | Miejsce      | Przeciwnik                 | Wynik                                   | Runda          |
| ---------- | ------------ | -------------------------- | --------------------------------------- | -------------- |
| 19.10.2022 | Apeldoorn    | Draisma Dynamo Apeldoorn   | 3:0 (25:16, 25:13, 25:19)               | 1/32 finału    |
| 26.10.2022 | Bełchatów    | Draisma Dynamo Apeldoorn   | 3:0 (25:18, 25:16, 25:19)               | 1/32 finału    |
| 09.11.2022 | Bełchatów    | Chaumont VB 52 Haute-Marne | 3:2 (25:23, 25:23, 22:25, 23:25, 15:10) | 1/16 finału    |
| 16.11.2022 | Chaumont     | Chaumont VB 52 Haute-Marne | 3:0 (25:21, 25:17, 29:27)               | 1/16 finału    |
| 29.11.2022 | Narbona      | Narbonne Volley            | 3:0 (25:19, 25:20, 25:22)               | 1/8 finału     |
| 14.12.2022 | Bełchatów    | Narbonne Volley            | 3:2 (25:19, 22:25, 22:25, 25:20, 15:11) | 1/8 finału     |
| 10.01.2023 | Stambuł      | Galatasaray HDI Sigorta    | 3:1 (25:20, 17:25, 25:22, 25:21)        | Runda play-off |
| 26.01.2023 | Bełchatów    | Galatasaray HDI Sigorta    | 3:2 (25:23, 19:25, 26:24, 23:25, 15:13) | Runda play-off |
| 08.02.2023 | Karlowe Wary | VK ČEZ Karlovarsko         | 2:3 (23:25, 25:27, 25:13, 25:21, 11:15) | Ćwierćfinał    |
| 16.02.2023 | Bełchatów    | VK ČEZ Karlovarsko         | 3:0 (25:18, 26:24, 25:15)               | Ćwierćfinał    |
| 08.03.2023 | Modena       | Valsa Group Modena         | 1:3 (20:25, 25:20, 18:25, 22:25)        | Półfinał       |
| 15.03.2023 | Bełchatów    | Valsa Group Modena         |                                         | Półfinał       |

## Bilans spotkań
| Rozgrywki             | Miejsce     | Liczba meczów | Zwycięstwa | Porażki | Sety    |
| --------------------- | ----------- | ------------- | ---------- | ------- | ------- |
| Puchar CEV 2002/03    | faza grup.  | 5             | 4          | 1       | 14:5    |
| Puchar CEV 2003/04    | 1/8 finału  | 5             | 3          | 2       | 10:7    |
| Puchar CEV 2004/05    | faza grup.  | 5             | 4          | 1       | 13:4    |
| Liga Mistrzów 2005/06 | 1/6 finału  | 12            | 7          | 5       | 26:22   |
| Liga Mistrzów 2006/07 | 1/12 finału | 12            | 7          | 5       | 27:25   |
| Liga Mistrzów 2007/08 | 3. miejsce  | 8             | 5          | 3       | 19:15   |
| Liga Mistrzów 2008/09 | 1/4 finału  | 12            | 5          | 7       | 17:25   |
| Liga Mistrzów 2009/10 | 3. miejsce  | 8             | 6          | 2       | 21:9    |
| Liga Mistrzów 2010/11 | 1/6 finału  | 12            | 9          | 3       | 31:10   |
| Liga Mistrzów 2011/12 | 2. miejsce  | 8             | 6          | 2       | 20:9    |
| Liga Mistrzów 2012/13 | 1/12 finału | 8             | 7          | 1       | 23:9    |
| Puchar CEV 2013/14    | półfinały   | 10            | 8          | 2       | 28:12   |
| Liga Mistrzów 2014/15 | 4.          | 12            | 9          | 3       | 31:13   |
| Liga Mistrzów 2015/16 | 1/6 finału  | 10            | 6          | 4       | 21:16   |
| Liga Mistrzów 2016/17 | 1/12 finału | 8             | 4          | 4       | 16:16   |
| Liga Mistrzów 2017/18 | 1/12 finału | 8             | 3          | 5       | 14:18   |
| Liga Mistrzów 2018/19 | półfinały   | 10            | 4          | 6       | 17:14   |
| Razem                 | Razem       | 153           | 97         | 56      | 348:229 |